# R.U.R.
R.U.R. je naučnofantastični komad češkog pisca Karela Čapeka iz 1920. godine. „R.U.R.” je skraćenica od Rossumovi Univerzální Roboti (Rosumovi univerzalni roboti, fraze koja je korišćena kao podnaslov u verzijama na engleskom). Predstava je imala svetsku premijeru 2. januara 1921. u Hradec Kraloveu; uvela je reč „robot“ u svakodnevnu upotrebu i naučnu fantastiku u celini. R.U.R. je postala uticajna ubrzo nakon objavljivanja. Do 1923. prevedena je na trideset jezika. R.U.R. je bila uspešna u svoje vreme u Evropi i Severnoj Americi. Čapek je kasnije zauzeo drugačiji pristup istoj temi u svom romanu Rat sa Njutovima iz 1936. godine, u kojem ne-ljudi postaju klasa sluga u ljudskom društvu.

## Spoljašnje veze
- R.U.R. на сајту
- R.U.R. (Rossum's Universal Robots) на пројекту Гутенберг
- R.U.R. in Czech from Project Gutenberg
- Audio extracts from the SCI-FI-LONDON adaptation Архивирано 4 март 2012 на сајту
- Karel Čapek bio.
- Online facsimile version of the 1920 first edition in Czech.
- R.U.R. на веб-сајту IBDB (језик: енглески)
- R.U.R. public domain audiobook at LibriVox